# Christina Brade
Christina Brade (* 9. November 1936 in Leisnig; † 8. April 2007 in Halle (Saale)) war eine deutsche Schmuckgestalterin.

## Leben und Werk
Christina Brade absolvierte bis 1954 eine Berufsausbildung als Stahlgraveurin. Von 1954 bis 1959 studierte sie bei Karl Müller in der Fachrichtung Metallgestaltung am Institut für künstlerische Werkgestaltung Burg Giebichenstein (ab 1958 Hochschule für industrielle Formgestaltung Halle/Saale – Burg Giebichenstein). Dabei lernte sie Helmut Brade kennen, den sie heiratete. Nach dem Studium arbeitete sie in Halle freischaffend. Sie war eine der bedeutendsten Schmuckgestalterinnen der DDR.

## Ehrungen
- 1978 und 1986: Diplome der Quadriennale des Kunsthandwerks sozialistischer Länder in Erfurt
- 1993: Kunstpreis des Landes Sachsen-Anhalt

## Rezeption
„Schmuckstücke von Christina Brade wirken stets unkonventionell und improvisiert. Man sieht ihnen an, dass sie ihre endgültige Gestalt erst im handwerklichen Prozess erfahren, dass die Künstlerin bis zum Ende hin, sich die Freiheit der spontanen Veränderung nimmt. So halten die Arbeiten Brades auch für die Betrachter immer auch ein Stück Entdeckung und Überraschung bereit.“

## Öffentliche Sammlungen mit Werken Christina Brades (unvollständig)
- Berlin: Kunstgewerbemuseum
- Halle/Saale: Kunstmuseum Moritzburg
- Leipzig: Grassi Museum für Angewandte Kunst

## Werke (Auswahl)
- Paradies-Altar (vor 1970, Holzklappgehäuse mit Metallscharnieren und Glassteinen für drei von Albert Ebert geschaffene Bildtafeln; Kunstmuseum Moritzburg)[2]
- Halsschmuck (1978; Silber/Gold/Koralle/Fotografie; Grassi Museum für Angewandte Kunst)[3]
- Brosche und Ohrring (1981, Elfenbein/Holz/Bambus/Koralle/Silber; auf der IX. Kunstausstellung der DDR)
- Halsschmuck (1985; Weiße Koralle, Silber, Gold, textiles Material, montiert; 18 × 23,5 cm; Kunstgewerbemuseum Berlin)[4]
- Ansteckschmuck (1985; Schwarze Koralle, Silber, Gold, montiert, Gravuren und Punzen)[5]

## Ausstellungen (mutmaßlich unvollständig)

### Personalausstellungen
- 1975: Halle/Saale, Staatliche Galerie Moritzburg (mit Helmut Brade)
- 1983: Hannover

#### Postum
- 2009: Halle/Saale, Kunstmuseum Moritzburg

### Ausstellungsbeteiligungen in der Zeit der DDR
- 1969/1970: Leipzig, Museum des Kunsthandwerks – Grassimuseum („Kunsthandwerk im Grassimuseum“)
- 1971, 1974, 1977 und 1980: Jablonec nad Nisou, Internationale Ausstellung für Glas und Schmuck
- 1972 bis 1988: Dresden, VII. bis X. Kunstausstellung der DDR
- 1974, 1978 und 1986: Erfurt, I, II. und IV. Quadriennale des Kunsthandwerks sozialistischer Länder
- 1979: Halle/Saale, Bezirkskunstausstellung
- 1979/1980: Erfurt, Galerie am Fischmarkt („Kunsthandwerk in der DDR“)
- 1979/1980: Hannover, Kunstverein Hannover („Kunst aus der DDR. Bezirk Halle“)
- 1981/1982, 1985 und 1986/1987: Halle/Saale, Staatliche Galerie Moritzburg („Metallgestaltung in der DDR“)
- 1984: Erfurt, Galerie am Fischmarkt („Schmuck und Glas“)